# Dekanat Kochłowice
Dekanat Kochłowice – jeden z 37 dekanatów katolickich w archidiecezji katowickiej, utworzony 26 września 1931 r. W jego skład wchodzą następujące parafie:
- parafia św. Marii Magdaleny (Ruda Śląska/Bielszowice)
- parafia św. Barbary (Ruda Śląska/Bykowina)
- parafia Najświętszego Serca Pana Jezusa (Ruda Śląska/Bykowina)
- parafia Bożego Narodzenia (Ruda Śląska/Halemba)
- parafia Matki Bożej Różańcowej (Ruda Śląska/Halemba)
- parafia Podwyższenia Krzyża Świętego (Ruda Śląska/Kłodnica)
- parafia Trójcy Przenajświętszej (Ruda Śląska/Kochłowice)
- parafia św. Andrzeja Boboli (Ruda Śląska/Wirek)
- parafia św. Wawrzyńca i św. Antoniego (Ruda Śląska/Wirek)
- parafia Bożego Ciała (Zabrze-Kończyce)
- parafia św. Jana i Pawła Męczenników (Zabrze/Makoszowy)
- parafia św. Pawła Apostoła (Zabrze/Pawłów)